# Escut del Palau d'Anglesola
L'escut oficial del Palau d'Anglesola té el següent blasonament:
Escut caironat: de gules, un palau d'argent obert, sobremuntat d'una creu de Malta d'argent; el peu d'or, tres faixes viperades de sable. Per timbre, una corona mural de vila.

## Història
El dia 19 de desembre de 2019, el Ple de l'Ajuntament del Palau d'Anglesola va acordar iniciar l'expedient d'adopció de l'escut heràldic del municipi. La direcció general d'Administració Local l'aprovava el 15 de març de 2022 i al DOGC número 8.630, de 21 de març del mateix any, es publicava la resolució per la qual es donava la conformitat a la seva adopció.
L'escut incorpora un palau, en al·lusió al nom del municipi; les armes dels senyors d'Anglesola (faixes viperades de sable sobre camper d'or), ja que el Palau d'Anglesola va
estar sota la jurisdicció dels Anglesola, que van repoblar el lloc al segle XI, i una creu de Malta, símbol de l'orde dels cavallers hospitalers, el qual va estar 500 anys al municipi.